# Pentapogon quadrifidus
Pentapogon quadrifidus es la única especie del género monotípico Pentapogon de plantas herbáceas de la familia de las poáceas. Es originaria de Australia y Tasmania.

## Descripción
Es una planta copetuda laxa, anual o perenne de corta duración que alcanza un tamaño de 0,7 m de altura. Las hojas con vaina de, estriadas, glabras o pubescentes con pelos de 0,5 mm de largo, lígula membranosa, 1-2 mm de largo, subulada; hoja enrollada, pilosa, con pelos a 1 mm de largo, bandera generalmente glabra. La inflorescencia es una panícula compacta, de 3-15 cm de largo, 2,5 cm de ancho, exsertas o encerradas en la envoltura superior. Espiguillas de 1 florete bisexual; raquis escabroso. Glumas aristada, márgenes membranosos, glabra, quilla escabrosa, inferior 5-9 mm de largo, superior 6-10 mm de largo. Lema de 4-7 mm de largo, glabra, 2 lóbulos, cada lóbulo con 1 esbelta curva arista de 3-8 mm de largo. Palea sin aristas, glabra.

## Distribución y hábitat
Se encuentran en situaciones sombrías boscosas y húmedas en Nueva Gales del Sur. 

## Taxonomía
Pentapogon quadrifidus fue descrita por (Labill.) Baill.  y publicado en Histoire des Plantes 12: 280. 1893.
Etimología
Pentapogon; nombre genérico que deriva de las palabras griegas pente (cinco) y pogon (barba), refiriéndose a sus cinco lemas barbadas.
Sinonimia
- Agrostis quadrifida Labill.
- Pentapogon billardierei R.Br.
- Pentapogon billardierei var. parviflorus Benth.
- Pentapogon quadrifidus var. parviflorus (Benth.) D.I.Morris
- Stipa pentapogon F.Muell.[4][5]